# Mimectatina murakamii
Mimectatina murakamii är en skalbaggsart som beskrevs av Hayashi 1978. Mimectatina murakamii ingår i släktet Mimectatina och familjen långhorningar.
Artens utbredningsområde är Taiwan. Inga underarter finns listade i Catalogue of Life.